# Fedor von Zobeltitz

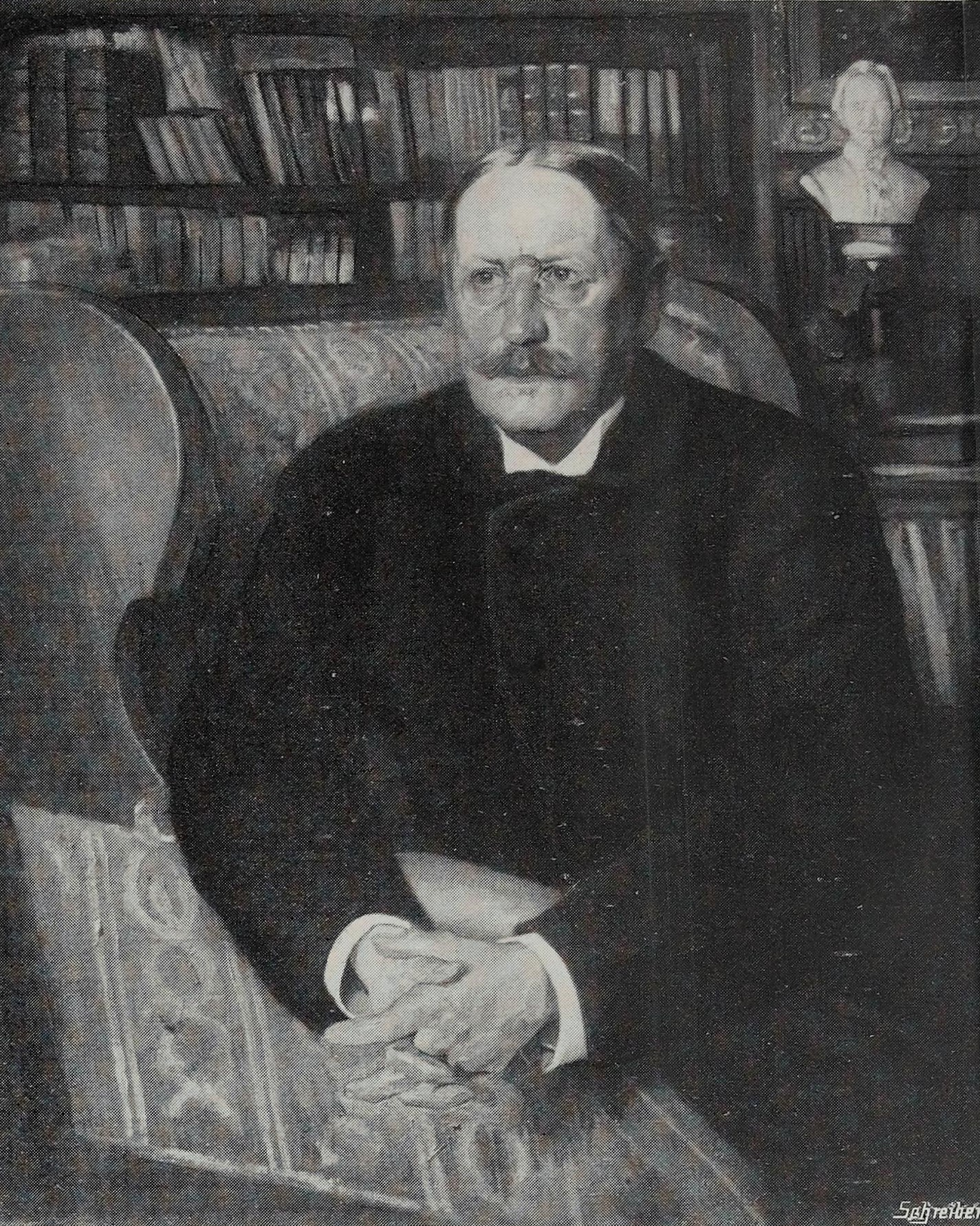
Robert Balcke: Bildnis des Schriftstellers Fedor von Zobeltitz (um 1906)

Fedor Karl Maria Hermann August von Zobeltitz (* 5. Oktober 1857 auf Gut Spiegelberg, Provinz Brandenburg; † 10. Februar 1934 in Berlin) war ein deutscher Schriftsteller, Journalist und Bibliophiler.

## Leben

Fedor von Zobeltitz in seiner Bibliothek (Spiegelberg)

Zobeltitz war der Sohn des Gutsbesitzers Karl Konstantin von Zobeltitz (1823–1885) und seiner Ehefrau Bertha Emilie, geborene Knibbe (1828–1888), einer Apothekerstochter aus Torgau. Er entstammte dem sächsischen Adelsgeschlecht Zobeltitz. Nach erstem Unterricht mit elf Jahren auf den Kadettenschulen in Plön und Berlin schlug er eine militärische Laufbahn ein. 1873 meldete er sich mit 16 Jahren freiwillig zur Kavallerie, wo er Fähnrich wurde und als Ulan nach Züllichau kommandiert wurde. Sein älterer Bruder Hanns von Zobeltitz, ebenfalls Schriftsteller, war ihm dabei ein Vorbild.
1880 quittierte er seinen Dienst und kehrte nach Hause zurück. Für einige Jahre war er als Verwalter auf dem väterlichen Gut Spiegelberg tätig. Während dieser Zeit schrieb Zobeltitz regelmäßig u. a. für Neue militärische Blätter und Die Unteroffizierszeitung, die er 1880/81 auch redigierte. In Berlin wurde er Redakteur des Deutschen Familienblattes, redigierte zeitweise das Feuilleton des Deutschen Tageblatts und der Täglichen Rundschau und war von 1888 bis 1891 Chefredakteur der Illustrierten Frauenzeitung. Seit Anfang der 1890er Jahre schrieb er drei Jahrzehnte lang mit großer Regelmäßigkeit für das Feuilleton der Hamburger Nachrichten und berichtete darin über das aktuelle Hof-, Gesellschafts- und Kulturleben Berlins. Diese Feuilletons gab er 1922 in einer Auswahl unter dem Titel „Chronik der Gesellschaft unter dem letzten Kaiserreich“ (Band 1: 1894–1901; Band 2: 1902–1914) heraus. Sie bilden bis heute eine bemerkenswerte Quelle zur wilhelminischen Ära Berlins.
1882 wieder in Berlin, begann Zobeltitz Romane und Dramen zu schreiben, um sich seinen Unterhalt zu verdienen. Seine Romane hielten sich auf einem humoristischen Unterhaltungsniveau: Triviale Themen über das Offiziersleben, Adelsfamilien, Jungmädchengeschichten und auch Ritterabenteuer. Von den Honoraren seiner literarischen Arbeit und den Einnahmen aus dem verpachteten Gut konnte von Zobeltitz standesgemäß gut leben. Von Zobeltitz war inzwischen fester Bestandteil der literarischen Szene Berlins und mit zahlreichen zeitgenössischen Autoren bekannt oder befreundet. 1888 gehörte er zu den Mitbegründern der Berliner Literarischen Gesellschaft. Ab 1893 an lebte Zobeltitz den Sommer über wieder auf dem Gut Spiegelberg und war meistens nur im Winterhalbjahr in Berlin anzutreffen. Unterbrochen wurden diese Aufenthalte nur von ausgedehnten Reisen durch halb Europa.
Schon in seiner Fähnrichszeit hatte Zobeltitz eine ausgesprochene Leidenschaft für Bücher, vor allem für alte Bücher entwickelt. Nun begann er „Ende der achtziger Jahre […] fleißiger Versteigerungen zu besuchen.“ Auf einer dieser Auktionen lernte er Eduard Grisebach kennen und kam durch ihn zur Bibliophilie. In den folgenden Jahrzehnten baute Zobeltitz seine Bibliothek systematisch aus und erwarb interessante und wertvolle Werke auf Versteigerungen, in Antiquariaten und bei fliegenden Händlern, die mit ihren Bücherkarren durch Berlins Straßen zogen. 1899 war Zobeltitz in Weimar einer der Mitbegründer der Gesellschaft der Bibliophilen und leitete als Redakteur die Zeitschrift für Bücherfreunde, das Sprachrohr der Gesellschaft. 1904 gründete er den Leipziger Bibliophilen Abend, 1905 den Berliner Bibliophilen Abend. Zobeltitz ließ 1910 seine erste große Bibliothek bei seinem Freund Martin Breslauer in Berlin versteigern, der sie in einem Katalog (2990 Positionen) unter der Überschrift offerierte: „Katalog einer wertvollen Schloss-Bibliothek aus bekanntem Besitz und einiger anderer Beiträge, enthaltend hauptsächlich Werke der deutschen Literatur des 18. und 19. Jahrhunderts in ersten, späteren und Gesamt-Ausgaben; darunter eine ungewöhnlich umfangreiche Goethe- und Schiller-Sammlung. Ferner Ritter- und Räuberromane, Münchhausiaden, Galante Abenteuer, Robinsonaden und eine reiche Vereinigung bibliographischer, bibliophiler und kunstgeschichtlicher Werke in schönen Exemplaren.“ Die zweite Bibliothek von Zobeltitz wurde vom Deutschen Reich gekauft und 1921 als Reparationsleistung für die von deutschen Truppen 1914 niedergebrannte Stadt Löwen abgegeben. Die Bibliothek von Zobeltitz wurde als eigene Sammlung in der dortigen Universitätsbibliothek aufgestellt.

Gruppenbild von der Rückreise aus Südamerika an Bord der Cap Trafalgar im Gefolge von Prinz Heinrich (Zobeltitz vorn im Schneidersitz)

Neben seiner Bücherleidenschaft reiste Zobeltitz ausgesprochen gern. Seine Reisen führten ihn bis nach Afrika, Asien und Lateinamerika. Vom 10. März bis zum 30. April 1914 reiste er auf der Jungfernreise des Hamburg-Süd-Passagierdampfers Cap Trafalgar von Hamburg nach Buenos Aires. Dabei begleitete er Prinz Heinrich von Preußen und seine Gattin Irene, die sich auf einer Goodwilltour befanden. Von Buenos Aires begleitete Zobeltitz per Eisenbahn das Paar nach Santiago de Chile, wo der Admiral deutsche Marineangehörige der Detachierten Division der Kaiserlichen Marine traf. Auf der Überfahrt wurde ein Kinofilm gedreht, dessen Handlung (lustige Erlebnisse an Bord) von Zobeltitz stammte und bei dem Prinz Heinrich als Filmregisseur agierte; der Film wurde Kaiser Wilhelm nach der Rückkehr vorgeführt.
Als die Cap Trafalgar im Ersten Weltkrieg als Hilfskreuzer versenkt wurde, publizierte Zobeltitz seine Reiseerinnerungen 1915 unter dem Titel Cap Trafalgar. Eines deutschen Hilfskreuzers Glück und Ende.
Im Krieg war er 1914 als Johanniter auch am Einmarsch deutscher Truppen in das neutrale Belgien beteiligt, das durch den Schlieffen-Plan in den Angriff auf Frankreich mit einbezogen wurde.
Verheiratet war Fedor von Zobeltitz in erster Ehe mit Klara Auguste, geborene Hackenthal (1857–1928); die Ehe wurde geschieden. Die zweite Ehe ging er mit Martha Tützer (1872–1949) ein. Der Maler Heinz von Zobeltitz (1890–1936) entstammte der ersten Ehe, die Journalistin und Schriftstellerin Hilde Stein-von Zobeltitz (1895–1963) war eine Tochter der zweiten Ehe. Sie war mit dem Schriftsteller Fritz Stein verheiratet. Der Neffe Hans-Caspar von Zobeltitz war ebenfalls ein bekannter Schriftsteller und verfasste 1927 einen Privatdruck über den Onkel Fedor.

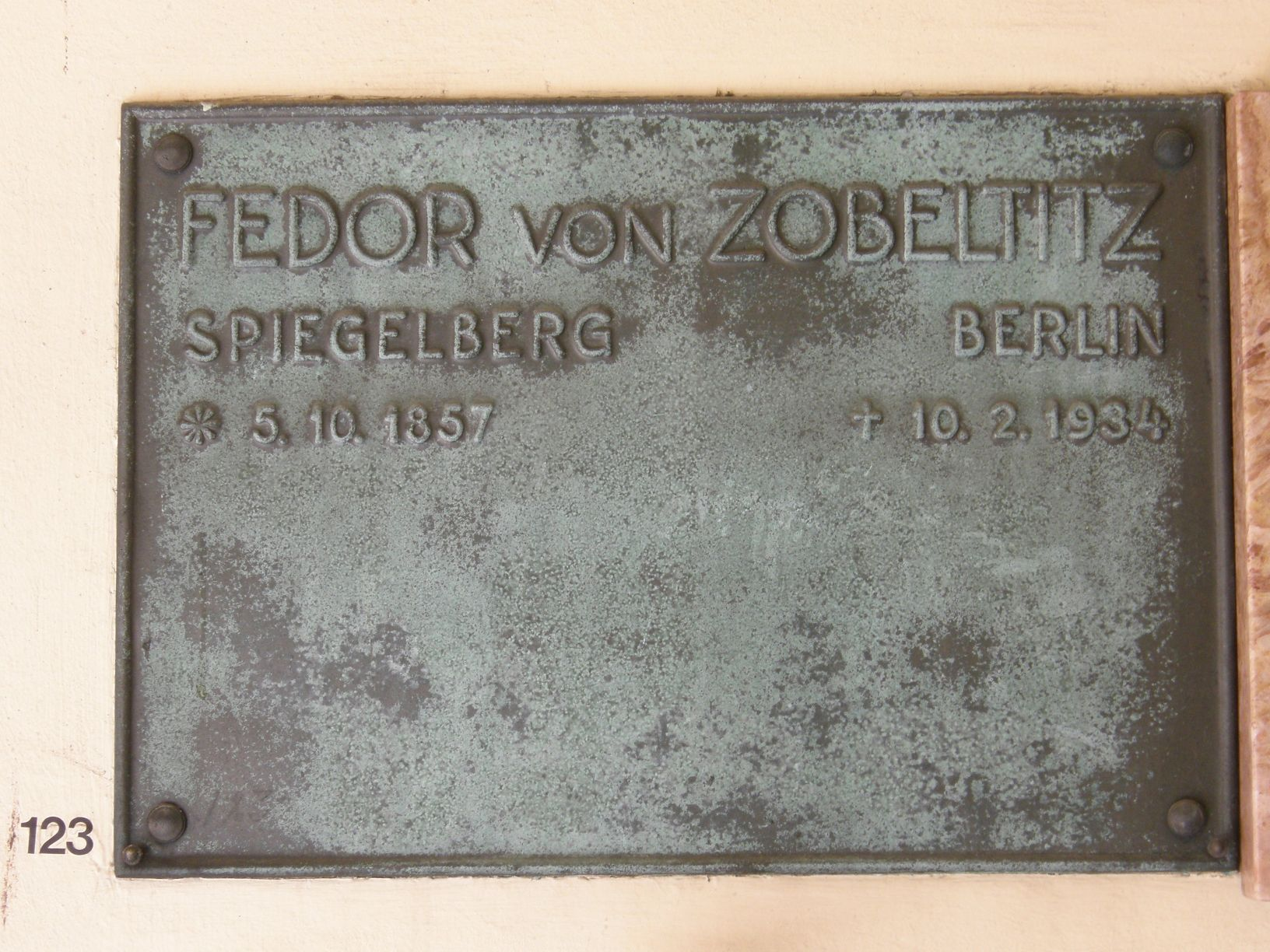
Friedhof Wilmersdorf in Berlin; Urnengrab von Fedor von Zobeltitz

Kurz vor seinem Tod schrieb Fedor von Zobeltitz seine Autobiographie Ich habe so gern gelebt, die im Todesjahr 1934 [posthum] erschien. Sein Urnengrab befindet sich auf dem Städtischen Friedhof Wilmersdorf im Kreuzgang, Wand B, Nische 123.
Fedor von Zobeltitz veröffentlichte auch unter dem Pseudonym F. Gruenewald.
Im Dezember 1936 wurde eine Straße in Berlin-Reinickendorf nach ihm Zobeltitzstraße benannt.
1953 wurde sein Werk Die von Schebitz. Geschichte einer Adelsfamilie im Revolutionsjahr (Ullstein 1920) in der DDR auf die Liste der auszusondernden Literatur gesetzt.

## Werke

Erstes Exlibris Fedor von Zobeltitz

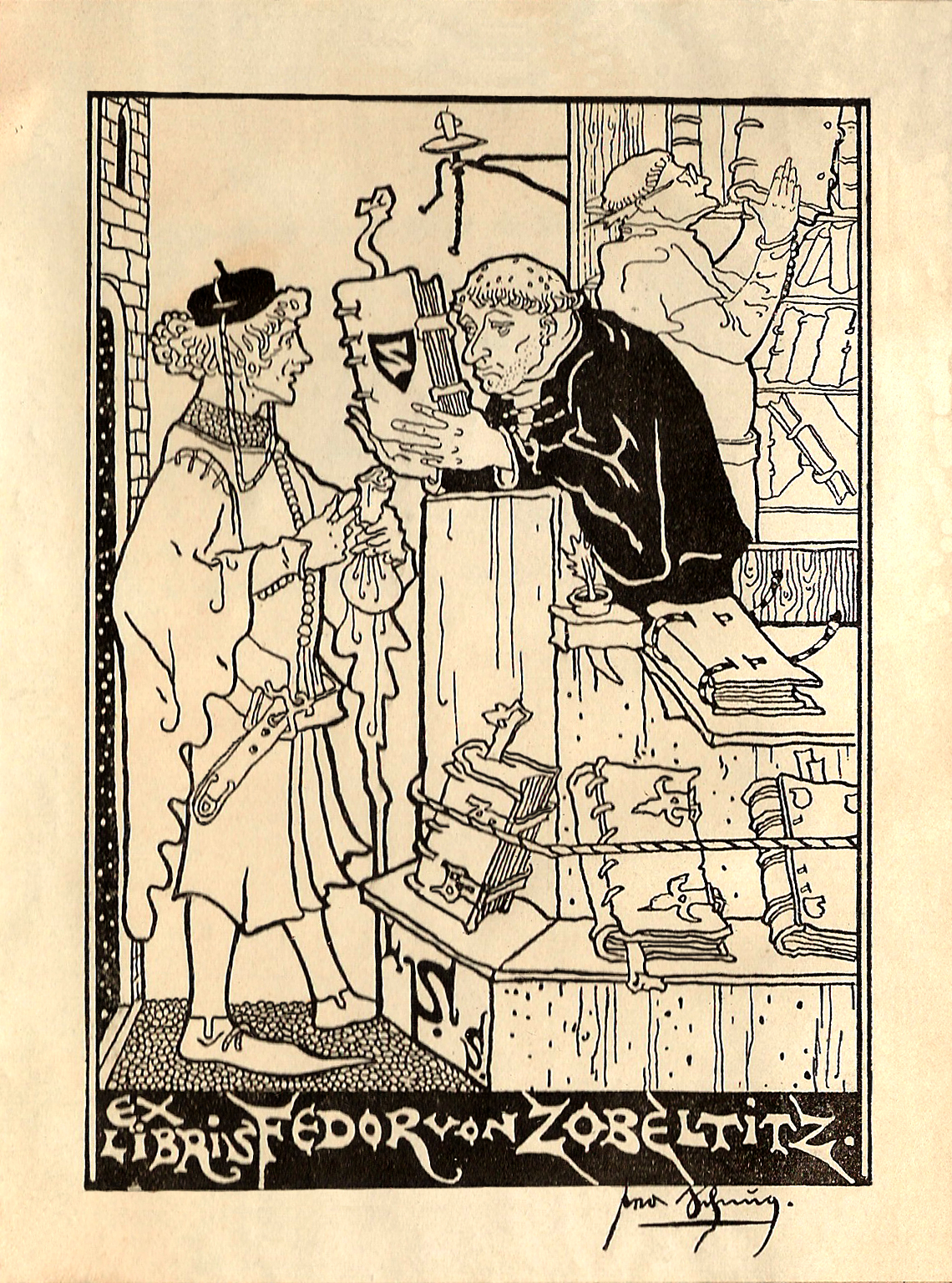
Zweites Exlibris Fedor von Zobeltitz

- Fürst Bismarck. Ein Lebensbild für Volk und Heer. Berlin 1881
- Fähnrichsgeschichten. Lose Blätter in lockeren Reimen. Helwing, Hannover 1881
- Die Perrücke der Prinzessin Narischin. Eine abenteuerliche Geschichte aus dem Rokoko. Luckhardt, Berlin 1883 (Digitalisat bei Google Books)
- Flittergold. Roman aus dem Offiziersleben der Gegenwart. Costenoble, Jena 1888
- Bis in die Wüste. Roman aus zwei Welten. 3 Bände. Janke, Berlin 1892
- Der Majoratserbe. (1893)[9]
- Ohne Geläut. Schauspiel in fünf Akten. Bloch, Berlin 1893 (Uraufführung am 8. Februar 1894 am Lessingtheater (Berlin))
- Das eigene Blut. Fontane, Berlin 1996 (Digitalisat im Internet Archive)
- Unter dem roten Adler und andere Geschichten. Janke, Berlin 1896
- Das zweite Geschlecht. Roman aus der modernen Gesellschaft. 3 Bände. Janke, Berlin 1896
- Fremdes Gut. In: Bibliothek der Unterhaltung und des Wissens, Bände 8–13 (1897)(Digitalisat von Band 8 im Internet Archive)
- Der gemordete Wald. Ein Bauernroman aus der Mark. Deutsche Verlags-Anstalt, Leipzig 1898
- Der Kurier des Kaisers. Abenteuer eines jungen Deutschen in Mexiko. Eine Erzählung für die reifere Jugend. Velhagen & Klasing, Bielefeld 1899
- Der Herr Intendant. Geschichte einer Hoftheatersaison. Elsner, Berlin 1900. Neuausgabe Salzwasser Verlag, Paderborn 2013, ISBN 978-3-8460-3172-8
- Besser Herr als Knecht. Fontane, Berlin 1900. Neu bearbeitete Ausgabe Ullstein, Berlini/Wien 1917. Neuedition Salzwasser Verlag 2013, ISBN 978-3-86403-501-2
- Die papierene Macht. 2 Bände. Engelhorn, Stuttgart 1902 (Engelhorns allgemeine Roman-Bibliothek). Neuausgabe Czernin, Wien 2014, ISBN 978-3-7076-0500-6
- Das Gasthaus zur Ehe. Fleischel, Berlin 1907. Neuausgabe Salzwasser Verlag, Paderborn 2013, ISBN 978-3-8460-2942-8
- Briefe deutscher Frauen. Ullstein, Berlin 1910
- Der Kampf um Troja. Ullstein, Berlin 1911
- Die Spur des Ersten. Ullstein, Berlin 1911
- Drei Mädchen am Spinnrad. Ein Roman von glücklichen Leuten. Fleischel, Berlin 1912. Neuausgabe Salzwasser Verlag, Paderborn 2013, ISBN 978-3-86403-502-9
- Die Hetzjagd. Fleischel, Berlin 1913
- Das Buch der Dreimalhunderttausend. Imberg & Lefson, Berlin 1913
- Die deutsche Marke. Lustspiel in vier Akten. Ahn & Simrock, Berlin 1914
- Aus tiefem Schacht. Engelhorn, Stuttgart 1915. Neuausgabe Hansebooks, Norderstedt 2018, ISBN 978-3-337-35633-0
- Cap Trafalgar. Eines deutschen Hilfskreuzers Glück und Ende. Engelhorn, Stuttgart 1915
- Das vorschnell vermählte Ehepaar. Eine unruhige Kriegsgeschichte. Ullstein, Berlin 1915
- Kriegsfahrten eines Johanniters mit friedlichen Zwischenspielen. Ullstein, Berlin 1915 (Ullstein-Kriegsbücher; Digitalisat in der Staatsbibliothek Berlin)
- Heinz Stirlings Abenteuer. Eine Erzählung für die reifere Jugend. 3 Bände. Ullstein, Berlin 1915–1916 (Digitalisat von Band 1 in der Staatsbibliothek Berlin)
- Der Klapperstorchverband. Ein Lustspiel-Roman. Ullstein, Berlin 1916
- Steppke. Geschichte eines russischen Jungen in deutscher Kriegsgefangenschaft. Rütten & Loening, Frankfurt am Main 1917
- Die Junker. Roman. Ullstein, Berlin 1918
- Der Seelenvogel. Die Geschichte eines Widmungsexemplars. Gesellschaft der Bibliophilen, Weimar 1920
- Das heilende Gift. Roman. Gutenberg Verlag, Hamburg ca. 1920
- Die Entthronten in „Ausgewählte Romane“ (nach 1920)
- Kuriose Geschichte. Die Schicksale einer Hochstaplerbande. Ullstein, Berlin 1921
- Chronik der Gesellschaft unter dem letzten Kaiserreich. 2 Bände. Alster-Verlag, Hamburg 1922 (Digitalisat von Band 1 und Band 2 im Internet Archive)
- Der Beutezug der Liebe, Ullstein, Berlin 1922
- Die rote Kaschgar. Ullstein, Berlin 1924
- Wein, Weib, Gesang: Ein feuchtfröhliches Plauderbuch. Prisma-Verlag, Berlin 1924
- Die Erben von Groß-Quirlitz. Ullstein, Berlin 1928
- Vier Blatt aus dem „Urfaust“. Ein bibliophiles Geschichtchen. Maximilian-Gesellschaft, Berlin 1930
- Über die „Zukunft der deutschen Bibliophilie“. In: Philobiblon, Jg. 3 (1930), Heft 3, S. 93–95
- Bibliophile Glücksfälle von anno dazumal. In: Philobiblon, Jg. 4 (1931), Heft 3, S. 95–96
- Die unruhigen Mädchen. Roman. Ullstein Berlin 1931
- Die Brüder Larsen. Ullstein Berlin 1933
- Ich hab so gern gelebt. Die Lebenserinnerungen. Ullstein, Berlin 1934

## Verfilmungen
- 1917/18: Das Geschlecht der Schelme (2 Teile)
- 1919: Der Klapperstorchverband
- 1926: Das Gasthaus zur Ehe
- 1929: Der Sträfling aus Stambul (nach Das Fräulein und der Levantiner)
- 1937: Der Klapperstorchverband
- 1950: Drei Mädchen spinnen (nach Drei Mädchen am Spinnrad)